# Peenehagen
Peenehagen è un comune del Meclemburgo-Pomerania Anteriore, in Germania.
Appartiene al circondario della Seenplatte del Meclemburgo ed è parte della comunità amministrativa (Amt) di Seenlandschaft Waren.

## Storia
Il comune venne creato il 1º gennaio 2012 dalla fusione dei comuni di Groß Gievitz, Hinrichshagen e Lansen-Schönau.